# Dusona bucculentoides
Dusona bucculentoides là một loài tò vò trong họ Ichneumonidae.